# Studena planina
Studena planina je planina u BiH, u Bosni, blizu granice s Hercegovinom.
Najviši vrh visok je 1323 metra. Pruža se u smjeru istok - zapad. Zapadno je rijeka Rama. S istočne strane prolazi cesta koja vodi od Jablanice ka Fojnici. Sjevereno je planina Divan. Ka istoku je Bitovnja. Kod jugozapadnog podnožja je poznatija pećina. Na sjeverozapadnoj strani je hrvatsko selo Uzdol, mjesto ratnog zločina Armije RBIH u bošnjačko-hrvatskom sukobu.